# Bryx veleronis
Bryx veleronis es una especie de pez de la familia Syngnathidae en el orden de los Syngnathiformes.

## Reproducción
Es ovovivíparo y el macho transporta los huevos en una bolsa ventral, la cual se encuentra debajo de la cola.

## Morfología
- Los machos pueden alcanzar los 6 cm de longitud total.

## Hábitat
Es un pez  de mar y de clima tropical que vive entre 27-37 m de profundidad.

## Distribución geográfica
Se encuentra en el Pacífico oriental: desde las Islas Revillagigedo hasta las Islas Galápagos, incluyendo las islas de los litoral s de Costa Rica y Panamá.